# 디랙의 바다

질량 있는 입자를 위한 디랙의 바다.
• 입자,
• 반입자

디랙의 바다(Dirac sea)는 진공을 음의 에너지를 가진 무한한 전자의 바다(지금은 양전자라고 불린다)로 보는 이론적 모델이다. 이것은 영국의 물리학자 폴 디랙이 상대론적 정확성을 가진 디랙 방정식이 예측하는 비정상적인 음에너지 양자 상태를 설명하기 위해 1930년에 처음으로 제안했다. 전자의 반물질 짝인 양전자는 1932년 실험적 발견 이전에 원래 디랙의 바다에 있는 양공으로 구상되었다.
구멍 이론에서 음의 시간 진화 인자를 가진 해는 칼 데이비드 앤더슨이 발견한 양전자를 나타내는 것으로 재해석된다. 이 결과를 해석하려면 디랙의 바다가 필요하며, 이는 디랙 방정식이 단순히 특수 상대성이론과 양자역학의 결합이 아니라 입자 수가 보존될 수 없음을 의미한다.
디랙의 바다 이론은 수학적으로는 양립 가능하지만, 양자장론으로 대체되었다.

## 기원
결정의 구멍에 대한 유사한 아이디어는 1926년 소련 물리학자 야코프 프렌켈에 의해 개발되었지만, 1928년 여름 소련 물리학회에서 두 사람이 만났을 때 이 개념이 디랙과 논의되었다는 징후는 없다.
디랙의 바다의 기원은 특수 상대성이론과 일치하는 슈뢰딩거 방정식의 확장인 디랙 방정식의 에너지 스펙트럼에 있다. 디랙은 1928년에 이 방정식을 공식화했다. 이 방정식은 전자의 역학을 설명하는 데 매우 성공적이었지만, 다소 특이한 특징을 가지고 있었다. 즉, 양의 에너지 E를 가진 각 양자 상태에 대해 에너지 -E를 가진 해당 상태가 존재한다는 것이다. 고립된 전자를 고려할 때는 이것이 큰 어려움이 되지 않는다. 왜냐하면 전자의 에너지가 보존되고 음의 에너지 전자는 제외될 수 있기 때문이다. 그러나 전자기장의 영향을 고려할 때는 어려움이 발생한다. 왜냐하면 양의 에너지 전자가 연속적으로 광자를 방출함으로써 에너지를 방출할 수 있고, 전자가 더 낮은 에너지 상태로 계속 내려가면서 이 과정이 무한정 계속될 수 있기 때문이다. 그러나 실제 전자는 분명히 이런 식으로 행동하지 않는다.
디랙은 이에 대한 해결책으로 파울리 배타 원리에 의존했다. 전자는 페르미온이며 배타 원리를 따르는데, 이는 두 전자가 원자 내에서 단일 에너지 상태를 공유할 수 없음을 의미한다. 디랙은 우리가 "진공"이라고 생각하는 것이 실제로 모든 음의 에너지 상태가 채워져 있고 양의 에너지 상태는 하나도 없는 상태라고 가정했다. 따라서 단일 전자를 도입하려면 모든 음의 에너지 상태가 이미 점유되어 있으므로 양의 에너지 상태에 두어야 한다. 또한, 전자가 광자를 방출하여 에너지를 잃더라도 0 에너지 아래로 떨어지는 것은 금지될 것이다.
디랙은 더 나아가 음의 에너지 상태가 하나를 제외하고 모두 점유되어 있는 상황이 존재할 수 있다고 지적했다. 음의 에너지 전자의 바다에 있는 이 "구멍"은 마치 양전하를 띤 입자처럼 전기장에 반응할 것이다. 처음에 디랙은 이 구멍을 양성자로 식별했다. 그러나 로버트 오펜하이머는 전자와 그 구멍이 서로 쌍소멸하여 전자의 정지 에너지 정도의 에너지를 고에너지 광자 형태로 방출할 수 있다고 지적했다. 만약 구멍이 양성자라면 안정한 원자는 존재하지 않을 것이다. 헤르만 바일 또한 구멍이 전자와 동일한 질량을 가져야 하는 반면, 양성자는 약 2천 배 더 무겁다고 언급했다. 이 문제는 1932년 칼 데이비드 앤더슨이 디랙의 구멍에 대해 예측된 모든 물리적 특성을 가진 양전자를 발견하면서 최종적으로 해결되었다.

## 디랙의 바다의 우아하지 못함
성공에도 불구하고 디랙의 바다 개념은 그다지 우아하게 느껴지지 않는 경향이 있다. 바다의 존재는 공간 전체를 채우는 무한한 음전하를 의미한다. 이를 이해하려면 "벌거벗은 진공"이 디랙의 바다에 의해 정확히 상쇄되는 무한한 양전하 밀도를 가져야 한다고 가정해야 한다. 절대 에너지 밀도는 우주상수를 제외하고는 관측할 수 없으므로 진공의 무한한 에너지 밀도는 문제가 되지 않는다. 오직 에너지 밀도의 변화만이 관측 가능하다. 제프리 랜디스 또한 파울리 배타 원리가 채워진 디랙의 바다가 더 많은 전자를 받아들일 수 없다는 것을 결정적으로 의미하지 않는다고 지적한다. 왜냐하면 힐베르트 호텔이 설명했듯이 무한한 범위의 바다는 가득 차 있더라도 새로운 입자를 받아들일 수 있기 때문이다. 이것은 카이랄 변칙과 게이지 순간자가 있을 때 발생한다.
1930년대 양자장론(QFT)의 발전으로 디랙 방정식은 양전자를 입자의 부재가 아닌 "실제" 입자로 취급하고, 진공을 무한한 입자의 바다가 아닌 입자가 존재하지 않는 상태로 만드는 방식으로 재구성될 수 있게 되었다. 이 그림은 전자-양전자 쌍소멸과 같은 디랙의 바다의 모든 유효한 예측을 다시 포착한다. 반면에 장 공식화는 디랙의 바다가 제기한 모든 어려움을 제거하지는 못한다. 특히 무한한 에너지를 가진 진공의 문제는 여전히 남아있다.

## 수학적 표현
자유 디랙 방정식을 풀면,
{\displaystyle i\hbar {\frac {\partial \Psi }{\partial t}}=(c{\hat {\boldsymbol {\alpha }}}\cdot {\hat {\boldsymbol {p}}}+mc^{2}{\hat {\beta }})\Psi ,}
다음과 같은 결과를 얻는다.
{\displaystyle \Psi _{\mathbf {p} \lambda }=N\left({\begin{matrix}U\\{\frac {(c{\hat {\boldsymbol {\sigma }}}\cdot {\boldsymbol {p}})}{mc^{2}+\lambda E_{p}}}U\end{matrix}}\right){\frac {\exp[i(\mathbf {p} \cdot \mathbf {x} -\varepsilon t)/\hbar ]}{{\sqrt {2\pi \hbar }}^{3}}},}
여기서
{\displaystyle \varepsilon =\pm E_{p},\quad E_{p}=+c{\sqrt {\mathbf {p} ^{2}+m^{2}c^{2}}},\quad \lambda =\operatorname {sgn} \varepsilon }
는 3-운동량 p를 가진 평면파 해이다. 이것은 디랙 방정식이 기반으로 하는 상대론적 에너지-운동량 관계의 직접적인 결과이다.
{\displaystyle E^{2}=p^{2}c^{2}+m^{2}c^{4}}
양 U는 상수 2 × 1 열 벡터이고 N은 정규화 상수이다. 양 ε는 시간 진화 인자라고 불리며, 예를 들어 슈뢰딩거 방정식의 평면파 해에서 비슷한 역할에서의 해석은 파동(입자)의 에너지이다. 여기서는 음수 값을 가질 수 있으므로 이 해석이 즉시 가능하지 않다. 비슷한 상황이 클라인-고든 방정식에도 적용된다. 이 경우, ε의 절댓값은 파동의 에너지로 해석될 수 있다. 왜냐하면 정준 형식주의에서 음의 ε를 가진 파동은 실제로 양의 에너지 Ep를 가지기 때문이다. 그러나 이것은 디랙 방정식의 경우에는 해당되지 않는다. 음의 ε와 관련된 정준 형식주의에서의 에너지는 –Ep이다.

## 현대적 해석
디랙의 바다 해석과 현대 양자장론 해석은 매우 간단한 보골류보프 변환으로 생각할 수 있는 방식으로 관련되어 있으며, 이는 두 가지 다른 자유장 이론의 생성 및 소멸 연산자 간의 식별이다. 현대적 해석에서 디랙 스피너를 위한 장 연산자는 다음과 같은 도식적인 표기법으로 생성 연산자와 소멸 연산자의 합이다.
{\displaystyle \psi (x)=\sum a^{\dagger }(k)e^{ikx}+a(k)e^{-ikx}}
음의 주파수를 가진 연산자는 주파수에 비례하는 양만큼 모든 상태의 에너지를 낮추는 반면, 양의 주파수를 가진 연산자는 모든 상태의 에너지를 높인다.
현대적 해석에서 양의 주파수 연산자는 양의 에너지 입자를 추가하여 에너지를 높이고, 음의 주파수 연산자는 양의 에너지 입자를 소멸시켜 에너지를 낮춘다. 페르미온 장의 경우, 생성 연산자 {\displaystyle a^{\dagger }(k)}는 운동량 k를 가진 상태가 이미 채워져 있으면 0을 반환하고, 소멸 연산자 {\displaystyle a(k)}는 운동량 k를 가진 상태가 비어 있으면 0을 반환한다.
그러나 소멸 연산자를 음의 에너지 입자의 생성 연산자로 재해석할 수 있다. 여전히 진공의 에너지를 낮추지만, 이 관점에서 보면 음의 에너지 물체를 생성함으로써 그렇게 한다. 이 재해석은 철학에만 영향을 미친다. 진공에서 소멸이 0을 반환하는 규칙을 재현하려면 음의 에너지 상태에 대해 "비어 있음"과 "채워짐"의 개념을 뒤집어야 한다. 반입자가 없는 상태가 아니라, 이미 음의 에너지 입자로 채워진 상태인 것이다.
그 대가는 특정 표현에서 불균일성이 있다는 것이다. 왜냐하면 소멸을 생성으로 바꾸면 음의 에너지 입자 수에 상수가 추가되기 때문이다. 페르미 장의 수 연산자는 다음과 같다.
{\displaystyle N=a^{\dagger }a=1-aa^{\dagger }}
이는 음의 에너지 상태에 대해 N을 1−N으로 대체하면 에너지 및 전하 밀도와 같이 전체 입자 수를 세는 양에 일정한 변화가 생긴다는 것을 의미한다. 무한한 상수는 디랙의 바다에 무한한 에너지 및 전하 밀도를 부여한다. 진공 전하 밀도는 진공이 로렌츠 불변이기 때문에 0이어야 하지만, 디랙의 그림에서는 이를 인위적으로 조정해야 한다. 이는 현대적 해석으로 전환함으로써 이루어진다.
디랙의 아이디어는 고체물리학에 더 직접적으로 적용될 수 있는데, 여기서 고체의 원자가띠는 전자의 "바다"로 간주될 수 있다. 이 바다에는 실제로 구멍이 생기며, 이는 반도체의 효과를 이해하는 데 매우 중요하지만, "양전자"라고 불리지는 않는다. 입자 물리학과 달리, 바다의 전하를 상쇄하는 이온 격자의 전하인 근본적인 양전하가 존재한다.

## 인과 페르미온 계 이론에서의 부활
디랙의 원래 입자 바다 개념은 통일된 물리 이론에 대한 최근 제안인 인과 페르미온 계 이론에서 부활되었다. 이 접근 방식에서는 디랙의 바다의 무한한 진공 에너지와 무한한 전하 밀도 문제가 사라지는데, 이는 인과 작용 원리를 통해 공식화된 물리 방정식에서 이러한 발산이 제거되기 때문이다. 이 방정식들은 미리 존재하는 시공간을 필요로 하지 않으므로, 시공간과 그 안에 있는 모든 구조가 바다 상태와 상호 작용하고 바다 안의 추가 입자 및 "구멍"과의 집단적 상호 작용의 결과로 발생한다는 개념을 실현할 수 있게 한다.

## 같이 보기
- 페르미 바다
- 포지트로늄
- 진공 편극
- 가상 입자

## 내용주
1. ↑  그러나 이것은 디랙의 원래 의도가 아니었으며, 1930년 논문(전자와 양성자의 이론)의 제목에서 알 수 있다. 그러나 그 직후 구멍의 질량이 전자의 질량과 같아야 한다는 것이 명확해졌다.

## 참조주
1. ↑  Dirac 1930
2. ↑  Alvarez-Gaume & Vazquez-Mozo 2005
3. ↑  Dirac 1931
4. ↑  Greiner 2000, 107–109쪽
5. ↑  Greiner 2000, 15쪽
6. ↑  Greiner 2000, 117쪽
7. ↑  Sattler 2010
8. ↑  Finster 2011

## 참고 문헌
- Alvarez-Gaume, Luis; Vazquez-Mozo, Miguel A. (2005). 《Introductory Lectures on Quantum Field Theory》. 《CERN Yellow Report CERN》 1. 2010–001쪽. arXiv:hep-th/0510040. Bibcode:2005hep.th...10040A.
- Dirac, P. A. M. (1930). 《A Theory of Electrons and Protons》. 《Proc. R. Soc. Lond. A》 126. 360–365쪽. Bibcode:1930RSPSA.126..360D. doi:10.1098/rspa.1930.0013. JSTOR 95359.
- Dirac, P. A. M. (1931). 《Quantized Singularities In The Electromagnetic Fields》. 《Proc. R. Soc. A》 133. 60–72쪽. Bibcode:1931RSPSA.133...60D. doi:10.1098/rspa.1931.0130. JSTOR 95639.
- Finster, F. (2011). 《A formulation of quantum field theory realizing a sea of interacting Dirac particles》. 《Lett. Math. Phys.》 97. 165–183쪽. arXiv:0911.2102. Bibcode:2011LMaPh..97..165F. doi:10.1007/s11005-011-0473-1. ISSN 0377-9017. S2CID 39764396.
- Greiner, W. (2000). 《Relativistic Quantum Mechanics. Wave Equations》 3판. Springer Verlag. ISBN 978-3-5406-74573. (Chapter 12 is dedicate to hole theory.)
- Sattler, K. D. (2010). 《Handbook of Nanophysics: Principles and Methods》. CRC Press. 10–4쪽. ISBN 978-1-4200-7540-3. 2011년 10월 24일에 확인함.